# NGC 3062
NGC 3062 é uma galáxia espiral (Sb) localizada na direcção da constelação de Sextans. Possui uma declinação de +01° 25' 45" e uma ascensão recta de 9 horas, 56 minutos e 35,7 segundos.
A galáxia NGC 3062 foi descoberta em 30 de Abril de 1864 por Albert Marth.